# Доцибіл II (герцог Гаетанський)
Доцибіл II (†бл.954), герцог Гаетанський (933—954), син консула Іоанна I, внук  Доцибіла I. Співправив разом з батьком з 914. 
У 915 Іоанн і Доцибіл об'єднали своє військо з грецькими, лангобардськими та папськими військами, рушивши проти сарацинів. Під час відомої битви біля Гарільяно правителі Гаети покрили себе славою. Територія їх володінь розширилась. У 933 Доцибіл II проголосив себе герцогом, відмовився від візантійського титулу "консул" ("іпатій") та ведення літочислення у документах з часу правління Візантійського імператора. Об'єднав своє військо з силами герцога Сполетського Теобальда I та напав на греків.
Видав свою дочку Марію заміж за одного з представників капуанського князівського дому. Надав допомогу бунтівному гастальду Аквіно Атенульфу мегалу, що викликало напад на герцогство князя Беневентського Ландульфа I, який захопив деякі землі Гаети. Пізніше Доцибіл ув'язнив настоятеля монастиря в Монте Кассіно та був близький до поновлення союзу з сарацинами.
Йому спадкував син Іоанн II, інший син Марін II отримав Форлі та титул герцога, що призвело до поділу герцогства Гаетанського.